# San Antonio Spurs 1976-1977
La stagione 1976-77 dei San Antonio Spurs fu la 1ª nella NBA per la franchigia.
I San Antonio Spurs arrivarono terzi nella Central Division della Eastern Conference con un record di 44-38. Nei play-off persero al primo turno con i Boston Celtics (2-0).

## Classifica
| Squadra             | V  | P  | %    | GB |
| ------------------- | -- | -- | ---- | -- |
| Houston Rockets     | 49 | 33 | 59,8 | -  |
| Washington Bullets  | 48 | 34 | 58,5 | 1  |
| San Antonio Spurs   | 44 | 38 | 53,7 | 5  |
| Cleveland Cavaliers | 43 | 39 | 52,4 | 6  |
| New Orleans Jazz    | 35 | 47 | 42,7 | 14 |
| Atlanta Hawks       | 31 | 51 | 37,8 | 18 |

## Roster
| N° | Naz.                   | Ruolo | Sportivo       | Anno | Alt. | Peso |
| -- | ---------------------- | ----- | -------------- | ---- | ---- | ---- |
| 5  | Stati Uniti (bandiera) | AC    | Billy Paultz   | 1948 | 211  | 107  |
| 10 | Stati Uniti (bandiera) | G     | Louie Dampier  | 1944 | 183  | 75   |
| 12 | Stati Uniti (bandiera) | G     | Mike Gale      | 1950 | 193  | 84   |
| 13 | Stati Uniti (bandiera) | G     | James Silas    | 1949 | 183  | 82   |
| 14 | Stati Uniti (bandiera) | G     | Mike D'Antoni  | 1951 | 191  | 84   |
| 15 | Stati Uniti (bandiera) | GA    | Henry Ward     | 1952 | 193  | 88   |
| 21 | Stati Uniti (bandiera) | G     | Louie Nelson   | 1951 | 191  | 86   |
| 22 | Stati Uniti (bandiera) | G     | George Karl    | 1951 | 188  | 84   |
| 24 | Stati Uniti (bandiera) | G     | Mack Calvin    | 1947 | 183  | 73   |
| 25 | Stati Uniti (bandiera) | AC    | Coby Dietrick  | 1948 | 208  | 100  |
| 30 | Stati Uniti (bandiera) | GA    | Allan Bristow  | 1951 | 201  | 95   |
| 35 | Stati Uniti (bandiera) | A     | Larry Kenon    | 1952 | 206  | 93   |
| 44 | Stati Uniti (bandiera) | GA    | George Gervin  | 1952 | 201  | 82   |
| 53 | Stati Uniti (bandiera) | A     | Mark Olberding | 1956 | 203  | 102  |

## Staff tecnico
- Allenatore: Doug Moe
- Vice-allenatore: Bob Bass